# Калмыцкая конница
Калмыцкая конница — различные иррегулярные конные калмыцкие формирования, служившие в армии Русского царства и армии Российской империи в XVII—XIX веках.
Когда калмыки в 1609 году приняли русское подданство, то вместо символического ясака они дали обязательство принимать участие в военных действиях на стороне России, за что им выплачивали ежегодное жалованье.

## Русско-польская война (1654—1667)
Первое участие калмыцкой конницы в боях за Россию пришлось во время русско-польской войны 1654—1667 годов. В конце 1654 года донские казаки отправили к калмыкам посланцев с предложением совместного военного похода против союзного Речи Посполитой Крымского ханства. Тайши Дайчин согласились и уже на весну 1655 года запланировали совместно с казаками выступить на Крым. Примерно в конце ноября — начале декабря 1655 года калмыки начали переправляться на западный берег Волги. 
В начале 1656 года калмыцкий отряд в 1,5 тыс. человек за Молочными Водами под Крымом захватил ногайский улус Армамет-мирзы, в результате чего ими были взяты в плен свыше тысячи человек, а также досталось в качестве трофеев около 15 тыс. лошадей. Позже, 17 февраля, этим же маршрутом на Крым двинулся и другой калмыцкий отряд в 500 сабель. На этот раз удар был нанесен уже по татарским улусам на азовском взморье, южнее крепости Азов. В 1661 году координацией взаимодействия между калмыками и донскими казаками занимался Степан Разин.
В марте 1663 года в Царицын прибыли люди Мончака и представили князю Г. Черкасскому военный отчет о зимней кампании под Перекопом. Весной 1663 года произошло столкновение калмыков с крымскими татарами, в результате чего многие татары были побиты и захвачено большое количество лошадей и ясыря. Одна часть калмыков вернулась с добычей обратно на свою военную базу на Дону, а другая часть, состоящая из отборной тысячи, направилась в Запорожье на помощь казакам, прибыв 19 апреля к кошевому атаману С. Туровцу. 
В начале 1664 года Мончак со своей армией находился на Дону. 21 мая 1665 года в сражении под Белой Церковью атака калмыцкой конницы заставила отступить элитную польскую кавалерию, уничтожив около тысячи человек противника. Это была первая крупная победа калмыков над польской армией

## Русско-турецкая война (1672—1681)
В годы правления Аюки калмыки приняли участие в войне с Османской империей на территории современной Украины. В 1677 году отряд в тысячу всадников был послан для укрепления русских позиций в районе города Чигирин. На следующий год там состоялась битва, в которой принял участие калмыки Мазан-батыра. Так, 3 августа калмыки занимали левый фланг штурмующих Чигиринские высоты войск. 
Летом 1679 года турецкий султан сосредоточил также значительное количество войск под Азовом с целью наступления на Харьков и Чугуев. Но в сражении на р. Биликлейке русско-калмыцкое войско при поддержке донских казаков разгромило эту армию.
В 1696 году 3000 калмыков приняли участие в Азовском походе Петра Первого.

## Войны XVIII века
Крещёные торгуты в 1700 году были повёрстаны в Чугуевскую 5-сотенную команду, составив в ней 2 роты. 
Калмыцкая конница приняла участие в Северной войне против Швеции. 27-28 мая 1709 года 3300 калмыцких воинов под предводительством сына хана Аюки Чакдор-Джаба начали переправу через Волгу. К самому началу Полтавской битвы они не успели, однако по поручению Петра I приняли участие в преследовании остатков отступающей шведской армии. 
В 1710 году калмыцкий отряд Чакдор-Джаба принимает участие в подавлении Башкирского восстания.
В 1711 году калмыки Чакдор-Джаба составили основную силу в Кубанской экспедиции П.М. Апраксина. Калмыки разорили кочевья ногайцев на Кубани и взяли крупную добычу.
В 1722—1723 годах, калмыки участвуют в Персидском походе Петра Великого. 
Во время русско-турецкой войны 1735—1739 годов калмыцкий хан Дондук-Омбо мобилизовал до 40 тыс. всадников для походов на Кубань.
Не принявшие крещения хошуты и часть дербетов служили в составе Астраханского казачьего войска со дня формирования Астраханской казачьей команды 10 февраля 1737 года, из 300 воинов которой 277 были калмыками.  
В 1739 году для правительницы крещённых калмыков княгини Анны Тайшиной, близ Волги, в урочище Куней Волоши была выстроена крепость, называемая Ставрополь (ныне Самарская область). Поселенные близ этой крепости крещёные калмыки составили особое Ставропольское калмыцкое войско.
В составе казачьих частей калмыки участвовали в русско-шведской войне 1741—1743 годов. После этого они в составе донских казачьих отрядов  направлялись на службу в Прибалтику до конца 1740-х годов. В 1753 году было мобилизовано 2 тыс. ханских и 500 ставропольских калмыков для службы в Лифляндии.
Во время Семилетней войны калмыцкая конница принимала участие во взятии Инстербурга и Алленбурга, в сражении при Гросс-Егерсдорфе.
Калмыки участвовали в русско-турецкой войне 1768—1774 годов. Хан Убаши снарядил 20-тысячный отряд под началом нойона Кирипа во 2-ю армию генерал-аншефа П.А. Румянцева. Калмыки в составе корпуса М. Берга прикрывали Азов и Таганрог от набегов крымских татар. 29 апреля 1769 года Убаши разбил 6-тысячный отряд ногайско-черкесский отряд во главе с султаном Арслан-Гиреем на реке Калаус (ныне Ставропольский край). 6 июня калмыки воевали в районе нынешнего Кисловодска на берегах реки Эшкакон. 21 июня 5000 калмыков нанесли поражение ногайцам в устье реки Теберда. Весной 1770 года калмыки самовольно покинули зону боев и ушли на Волгу.
В 1771 году большая часть торгутов ушла из России в Джунгарию, оставшаяся ничтожная часть проживала на землях чугуевских казаков до 1803 года, когда, наконец, была водворена на Дон и причислена к донским казакам. 
Ставропольское калмыцкое войско участвовало в русско-шведской войне 1788—1790 годов. В 1803 году состав Ставропольского калмыцкого войска был определён в один Ставропольский казачий полк. Он участвовал в войне 1807 года с французами.

## Отечественная война 1812 года и Заграничные походы
«Я видел, как коня степного на Сену пить водил калмык, и в Тюильри у часового сиял, как дома, русский штык!».

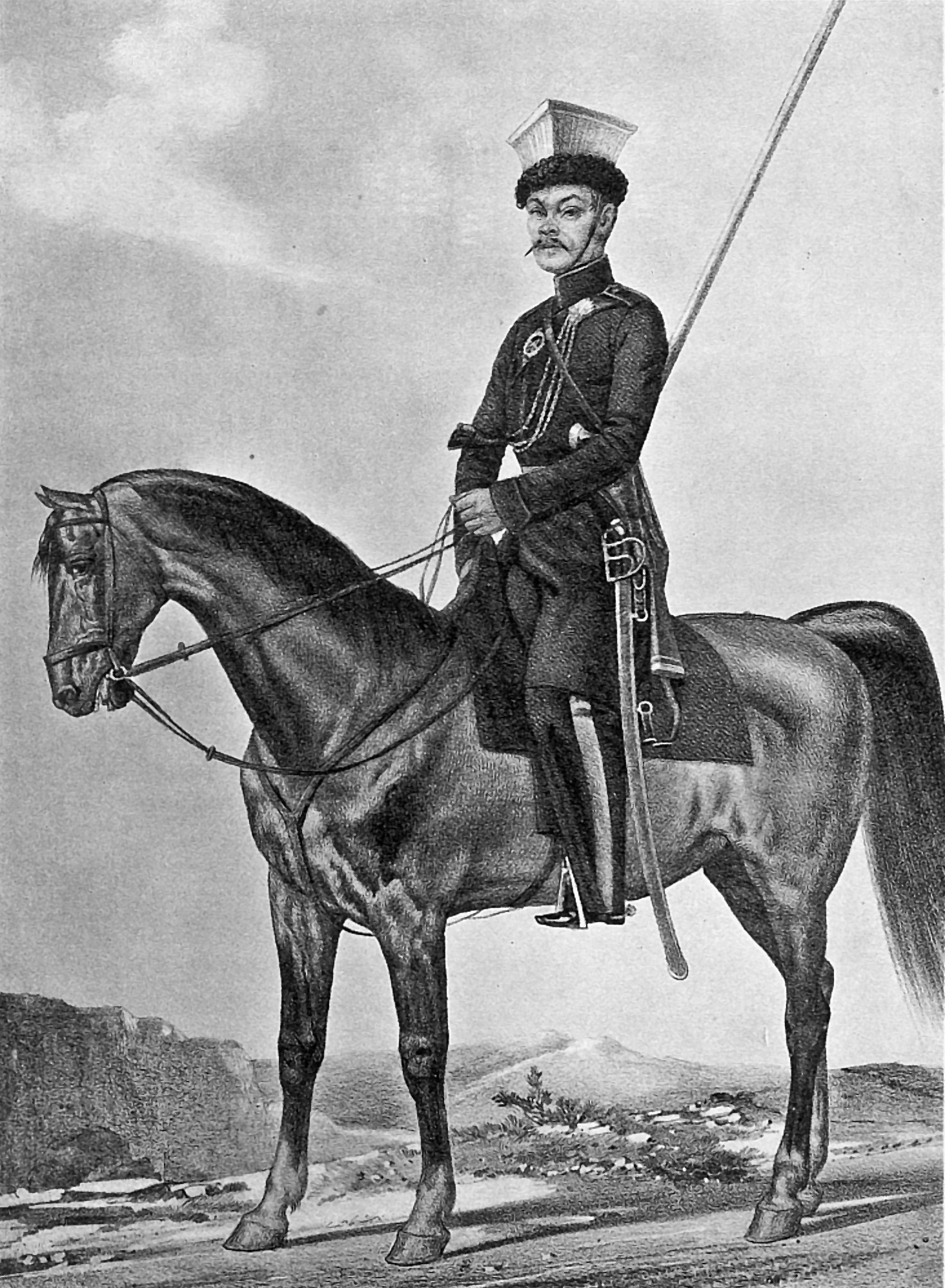
Рядовой Калмыцких полков, 1812—1825

Летом 1811 были сформированы два Астраханских калмыцких полка, каждый по 500 (или 1054) человек из степняков улусов Астраханской губернии. Их организовали нойоны Джамба Тундутов (Большедербетовский улус) и Серебджаб Тюмень (Хошеутовский улус). Они были включены в состав 3-й Западной армии, а Ставропольский калмыцкий полк под командованием Павла Диомидия (1132 человека) был в составе 2-й Западной армии. Осенью 1811 года Астраханские калмыцкие полки были переведены через Воронеж в Рыльск. В конце апреля 1812 Ставропольский калмыцкий полк прибыл в Вильно. Эти полки также участвовали в Заграничном походе 1813—14 годов. С 1812 по 1814 год калмыками было получено 477 наград, 216 человек было награждено медалями «За взятие Парижа».
Форма для астраханских калмыков была сшита «из тёмно-синего сукна, брюки с красными лампасами, шапка жёлтого сукна с бобровым околышем – четырёхугольная сверху, круглая внизу, украшенная белым султаном». Астраханских калмыков теперь называли казаками ввиду общевойсковой, казачьей формы. У них же тёмно–синие шаровары с лампасами и полу-кафтан на крючках, подпоясанный тонким ремнем. Калмыки «носили жёлтую суконную шапку, как уланскую, обложенную по тулье чёрным бараньим мехом». Выпушка на воротнике, обшлагах и погонах имела жёлтый цвет. Калмыки в зимнее время одевались в казачий кафтан, в торжественных случаях подкладывали «тёмно–синий без каких – либо украшений чепрак». Урядники носили на воротнике и обшлагах обкладку из серебряного галуна.
На полковом знамени Тюменя, сшитом из жёлтого шёлка, размером в длину 1,5 аршина, в ширину 2 аршина, был изображён на белом коне всадник Дайчин-Тенгри, покровитель воинов в сражениях и победах, святой воин, Бог войны. Края и середина знамени были украшены красной шёлковой лентой шириной 10 см..
После наполеоновский войн роль «иррегулярных войск», к которым относилась калмыцкая конница существенно сократилась. Калмыки перестали играть роль пограничной стражи российского государства. Исключение составили лишь донские калмыки, которые продолжали действовать в составе Донского Казачьего Войска.

## Войны XX века
В Русско-японскую войну небольшой отряд калмыков из станиц Сальского округа сражался в составе подразделений донских казаков. Уже 17 октября 1904 года этот отряд понес боевые потери в битве за Лидиутунь. Затем в январе 1905 года последовали кровопролитные бои за Сандепу, где также себя проявили калмыки-казаки. В дальнейшем калмыки участвовали в охране коммуникаций на территории Монголии.
В Первую мировую войну калмыки не выделялись в качестве отдельного национального подразделения, однако они служили в различных частях донских казаков и удостаивались высших воинских наград. 
В Гражданскую войну в Белой армии (Всевеликое войско Донское) из донских калмыков был образован Зюнгарский полк, состоящий из 6 сотен общей численность в 1000 человек. Самым известным предводителем этого подразделения был полковник Гавриил Тепкин. Полк воевал на Дону с Красной Армией, после чего отступил в Крым и после эвакуации из Крыма был расформирован. 
В годы Великой Отечественной войны на территории Калмыкии была сформирована 110-я кавалерийская дивизия Красной Армии (4403 бойцов). Её командиром стал лейтенант Онгульдушев (помощником был опытный командир Хомутников). 21 июля 1942 года в боях с наступающими немецкими войсками на территории Ростовской области отличился сержант Эрдни Деликов, который посмертно был удостоен звания Героя Советского Союза. Затем на основе мобилизации была создана 111-я кавалерийская дивизия. В 1943 году калмыцкие дивизии Красной Армии были расформированы. 
К лету 1942 года Калмыкии оказалась оккупированной немецкими войсками, а из местного населения был сформирован коллаборационистский Калмыцкий кавалерийский корпус численностью до 5 тыс. бойцов. Это подразделение выполняло преимущественно патрульные функции в тылу. При отступлении немецких войск калмыцкие коллаборационисты были эвакуированы сначала в Польшу, а потом в Хорватию.

## Вооружение
Традиционно все калмыцкие всадники были вооружены копьями (пиками) и саблями. С XVIII века луки постепенно вытесняются ружьями, однако до XIX века монгольский лук стрелял на расстояние до 200 метров и по скорострельности превосходил дульнозарядные кремниевые ружья.